# Ciprian Tudosă
Ciprian Tudosă (Fălticeni, 31 de março de 1997) é um remador romeno, medalhista olímpico.

## Carreira
Formado pela Universidade de Bacău, Tudosă conquistou a medalha de prata nos Jogos Olímpicos de Verão de 2020 em Tóquio na prova de dois sem masculino, ao lado de Marius Cozmiuc, com o tempo de 6:16.58.